# Économie de la Bolivie
La Bolivie est un des pays les plus pauvres d'Amérique du Sud, avec un produit intérieur brut (PIB) de 37,78 milliards de dollars américains en 2017, cependant il est également l'un des pays les plus dynamiques du sous-continent avec une croissance du PIB de l'ordre de 4,2 % en 2017.
Les réformes adoptées depuis 2006 ont fait du système économique bolivien le plus réussi et le plus stable de la région. Entre 2006 et 2019, le PIB s'est accru de 9 milliards, à plus de 40 milliards de dollars, le salaire réel a augmenté, le PIB par habitant a triplé, les réserves de change sont à la hausse, l’inflation a été pour l'essentiel éliminée, et l’extrême pauvreté a chuté, passant de 38 % à 15 %.

## Données chiffrées
En 2016 :
- Lignes de téléphone : 867 302

- Téléphones portables : 10 165 308
- Utilisateurs d'Internet : 4 354 678
- Routes : 90 568 km (dont 9 792 km goudronnés)
- Voies ferrées : 3 504 km
- Voies navigables : 10 000 km (2012)
- Nombre d'aéroports : 855 (dont 21 ayant des pistes goudronnées)
- Population urbaine : 69,3 % (2017)

La moitié de la population n'avait pas accès à l'eau potable en 2015, cette fracture est d'autant plus visible dans les campagnes avec 72,5 % des ruraux qui n'ont pas accès a une eau de qualité contre "seulement" 40 % des urbains. Dans une moindre mesure, il y a un inégal accès a l'électricité, en 2013, 90 % des urbains y avaient accès, contre 72 % des ruraux.
La situation économique du pays s'est nettement améliorée au cours des années 2010. En 2016, la Bolivie a le taux de croissance économique le plus élevé et le taux de chômage le plus faible d’Amérique du Sud. L’extrême pauvreté a chuté de 38,2 % à 16,8 % au cours de la décennie 2007-2017 et le PIB par habitant est passé de 1 182 dollars à 2 757 dollars entre 2005 et 2013 .

## Agriculture
En 2018, la Bolivie a produit 9,6 millions de tonnes de canne à sucre, 2,9 millions de tonnes de soja, 1,2 million de tonnes de maïs, 1,1 million de tonnes de pomme de terre, 1 million de tonnes de sorgho, 700 000 tonnes de banane, 541 000 tonnes de riz, 301 000 tonnes de blé, en plus des rendements inférieurs d'autres produits agricoles, tels que mandarine, manioc,  orange, haricot, graines de tournesol, coton etc. 
Près d'un tiers de la population travaille dans l'agriculture, laquelle représente 10 % du PIB national. Les paysans, ou petits agriculteurs, sont majoritaires: près de 770 000 unités productives sont de petites fermes familiales, d’une dimension moyenne de cinq acres. Tel n'a pas toujours été le cas: avant la réforme agraire de 1953, initiée par le Movimiento Nacionalista Revolucionario (MNR) à la suite de la révolution de 1952, 82 % des terres appartenaient à 4 % des propriétaires.
Les exploitations mécanisées (tracteurs, etc.) se concentrent dans la région de Santa Cruz, à l'est du pays. Ainsi, Santa Cruz représente plus de 45 % de la production agricole du pays, voire beaucoup plus pour certains produits. Ainsi, sa contribution atteint 97 % pour les fibres (coton, 95 % pour les oléagineux (soja en particulier), 84 % pour le tabac et 78 % pour la canne à sucre. Au nord, le département de Beni est un important producteur de bétail, bénéficiant de grands pâturages naturels.
Au niveau national, pomme de terre et le maïs sont parmi les premières plantes cultivées, avec un nouveau-venu, le riz. L'orge est également plantée, étant adaptée au plateau andin. Le pays est importateur net en blé: de façon générale, l'intégration de la Bolivie au Mercosur en 2012 a conduit à augmenter de façon importante les importations de produits agro-alimentaires. La culture du soja a décollé dans les années 1970-1980.
La Bolivie est présente sur le marché de l'agriculture biologique, spécialisée dans le quinoa, le café et le cacao, qui représentent ensemble les 3/4 de la production bio.

### La Coca et le narcotrafic  bolivien
La coca est une culture traditionnelle chez les populations pré-colombiennes, remontant à plus de 5 000 ans. Du fait de ses différentes vertus, c'est une plante sacrée pour les Aymaras, pour qui Mama Coca est la fille de Pachamama. Elle est ainsi utilisée traditionnellement de la Colombie jusqu'au Chili aussi bien pour ses vertus stimulantes que dans le cadre de cérémonies religieuses, et aurait même servi de taxe d'imposition.
En Bolivie, le coup d'État du général Hugo Banzer, dans les années 1970, est financé par la bourgeoisie rurale de Santa Cruz qu'il remerciera via diverses subventions gouvernementales qui serviront à développer la production de coca et sa transformation en cocaïne. Cette politique est poursuivie et même accentuée par le gouvernement du dictateur de Luis García Meza Tejada jusqu'en 1981 laissant un pays corrompu qui malgré les gouvernements démocratiques suivants n'arrive pas à enrayer l'expansion de la culture de coca destiné au narcotrafic. La  cocaïne représentant un des "commerces" les plus rentables du monde, favorise la corruption à tous les niveaux de l'état, et empêche une réelle évolution progressiste du pays.
Hugo Banzer accède de nouveau au pouvoir par les urnes en 1997 et lance cette fois de grandes campagnes d'éradication dont les bons résultats sont largement attribués à la violente répression qui l'accompagne. Cette répression engendre un mouvement populaire, partiellement à l'origine de l'élection d'Evo Morales, président du plus important syndicat de cocaleros boliviens, lequel tente une nouvelle politique de lutte antidrogue visant à réhabiliter l'usage traditionnel de la coca afin de trouver des débouchés locaux à la production et détourner les paysans des trafiquants.
Le 10 septembre 2008, le président Morales expulse l'ambassadeur des États-Unis Philip Goldberg (qui avait précédemment travaillé en ex-Yougoslavie) qu'il accuse d'alimenter le séparatisme en Bolivie, alors que le gouvernement est confronté à une agitation venue de secteurs d'extrême-droite dans la province de Santa Cruz, la plus riche du pays.
Le 1er novembre 2008, il rompt sa collaboration avec la Drug Enforcement Administration l'accusant « d'espionnage politique et de financer des groupes criminels pour qu'ils commettent des attentats contre les autorités, voire contre le président lui-même ». Le département d'État américain a de son côté déclaré que ces accusations étaient « fausses et absurdes ».
À la suite de cela, l'administration Bush a demandé au Congrès de retirer à la Bolivie le bénéfice de l'Andean Trade Promotion and Drug Eradication Act, décision qui affecterait plus particulièrement le secteur textile bolivien.
En 2010, les États-Unis ont classé la Bolivie comme l'un des « mauvais élèves » de sa « guerre contre la drogue ». Ils continuent cependant à subventionner certains efforts contre le trafic de stupéfiants : la section des stupéfiants du département d'État alloue plus de 22 millions de dollars aux agences de maintien de l'ordre boliviennes à cet effet, tandis que l'USAID a investi 60 millions de dollars dans des programmes de santé et d'agriculture visant à promouvoir des cultures substitutives.
49 000 acres (près de 20 000 hectares) de plantations de coca, dans les Yungas et le Chapare, sont légalement cultivées à des fins de consommation traditionnelles en Bolivie. En 2009, la Bolivie a détruit 16 000 acres (environ 6 500 ha) de plantations illégales, sur un total de plantations illégales, estimé par les États-Unis, à 37 000 acres (près de 15 000 ha).
La Bolivie, qui tente de préserver les cultures traditionnelle en s'attaquant au trafic de cocaïne, dépense plus de 20 millions de dollars de ses fonds dans la lutte contre le trafic de stupéfiants. Par ailleurs, elle a investi 5 millions dans le dollars dans le programme Coca Yes, Cocaine No, visant à industrialiser la coca à des fins de consommation légales (maté de coca, applications médicinales, etc.). Mais toute exportation de produits alcaloïdes est banni par la Convention de l'ONU de 1961 sur les stupéfiants, menant Morales à tenter de faire retirer la coca de cette liste. Ainsi, le 11 mars 2009 il mâcha une feuille de coca lors d'une réunion de la Commission des stupéfiants de l'ONU à Vienne, avant de demander le retrait de la plante de la liste noire.
Les estimations des États-Unis concordent rarement avec celles de l'ONU.
Par ailleurs, ni le Pérou ni l'Équateur, qui produisent plus de coca que la Bolivie, n'ont été inclus sur cette liste.
La production d'une boisson énergisante appelée Coca Colla vise notamment à réhabiliter l'image internationale de la feuille de coca, et de ses dérivés.